# Anton Lubowski
Anton Theodor Eberhard August Lubowski (Lüderitz, 3 febbraio 1952 – Windhoek, 12 settembre 1989) è stato un politico namibiano.

## Biografia
Nato da un'importante famiglia namibiana appartenente all'etnia bianca di origine tedesca, dopo approfonditi studi letterari si dedicò alla vita politica, schierandosi in modo netto contro il dominio sudafricano sulla Namibia. Divenne così già alla fine degli anni settanta il principale esponente bianco dei movimenti indipendentisti nel paese. In tale veste prese accordi con il leader degli indipendentisti neri ovambo Sam Nujoma fino a confluire col suo gruppo nel partito di Nujoma, la South West Africa People's Organisation (SWAPO). Proprio attraverso questo sodalizio la SWAPO, originariamente espressione dell'indipendentismo ovambo, perse la sua originaria connotazione etnica.
Divenuto uno dei più stretti collaboratori di Nujoma, Lubowski ebbe un ruolo importante nella transizione della Namibia verso l'indipendenza. Non riuscì però a vedere il coronamento dei suoi sforzi, poiché nel 1989 fu assassinato presso la sua abitazione (forse da agenti segreti del Civil Cooperation Bureau sudafricano).
Lubowski viene considerato un eroe nazionale della Namibia, e ogni anno si tengono celebrazioni in occasione dell'anniversario della sua morte. La sua eredità politica è stata raccolta in seno alla comunità tedesca namibiana da vari esponenti di spicco della SWAPO, tra cui Klaus Dierks, nonché celebri editorialisti come Joe Putz.